# Mordella leucocephla
Mordella leucocephla es una especie de coleóptero de la familia Mordellidae.

## Distribución geográfica
Habita en Puerto Rico.